# Shangrao

Lage Shangraos in Jiangxi

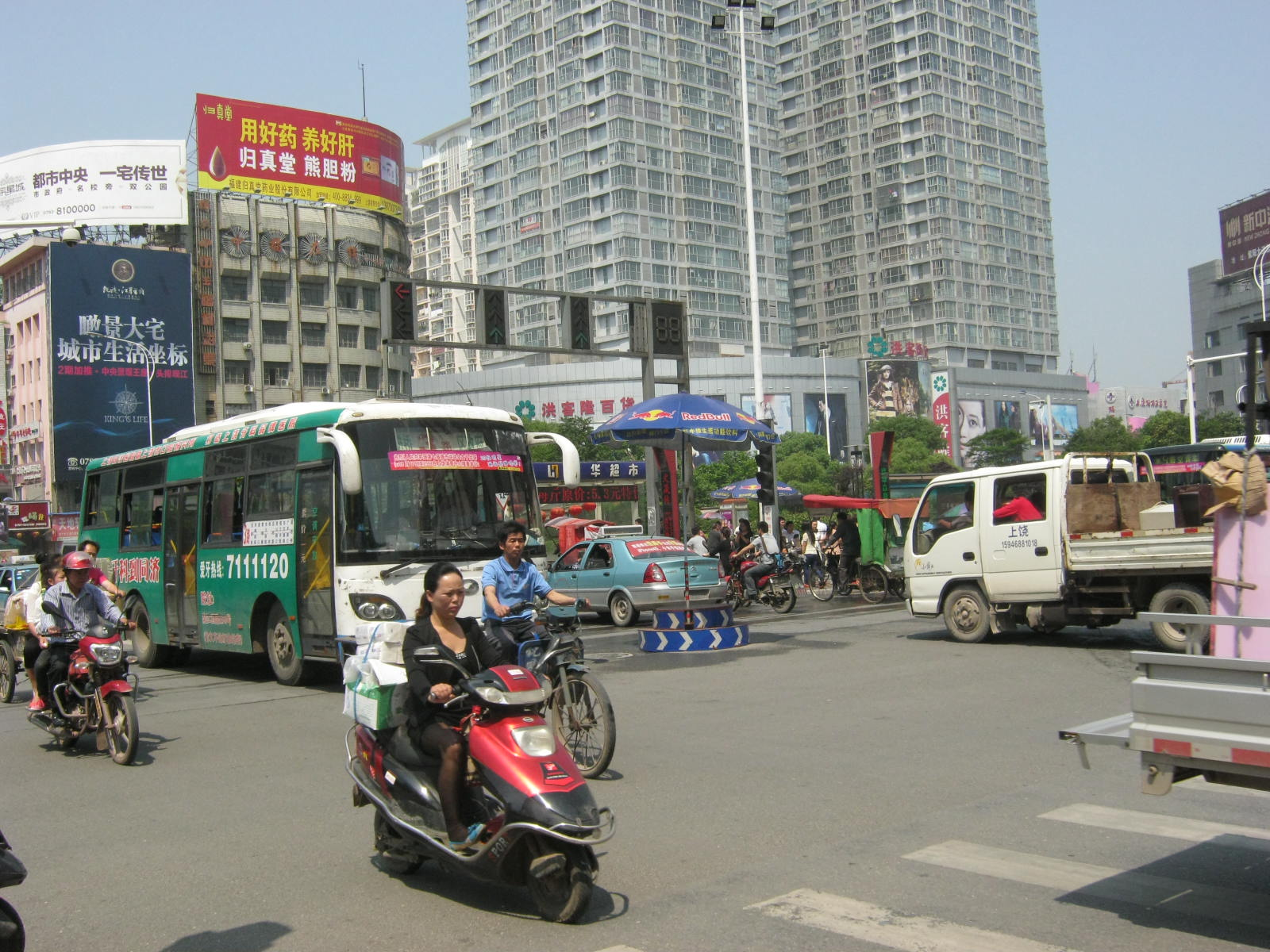
Shangrao

Shangrao (chinesisch 上饶市, Pinyin Shàngráo Shì) ist eine bezirksfreie Stadt in der chinesischen Provinz Jiangxi. Das Verwaltungsgebiet der Stadt hat eine Fläche von 22.791 km² und 6.491.088 Einwohner (Stand: Zensus 2020). In dem eigentlichen städtischen Siedlungsgebiet von Shangrao leben 298.975 Menschen (Stand: Zensus 2010). In Shangrao wird Wu gesprochen. In Shangrao wird seit Anfang der 1960er Uran abgebaut, der Abbau hatte Bedeutung für den Aufbau der atomaren Streitkräfte Chinas.

## Administrative Gliederung
Auf Kreisebene gliedert sich Shangrao in zwei Stadtbezirke, eine kreisfreie Stadt und neun Kreise. Diese sind (Stand: Zensus 2010).:
- Stadtbezirk Xinzhou (信州区), 309 km², 416.219 Einwohner, Zentrum, Sitz der Stadtregierung;
- Stadtbezirk Guangfeng (广丰区), 1.378 km², 752.953 Einwohner;
- Kreis Shangrao (上饶县), 2.246 km², 700.267 Einwohner;
- Kreis Yushan (玉山县), 1.723 km², 574.369 Einwohner, Hauptort: Großgemeinde Bingxi (冰溪镇);
- Kreis Wuyuan (婺源县), 2.948 km², 334.020 Einwohner, Hauptort: Großgemeinde Ziyang (紫阳镇);
- Kreis Yiyang (弋阳县), 1.593 km², 353.379 Einwohner, Hauptort: Großgemeinde Yijiang (弋江镇);
- Kreis Hengfeng (横峰县), 655 km², 184.870 Einwohner, Hauptort: Großgemeinde Cenyang (岑阳镇);
- Kreis Poyang (鄱阳县), 4.215 km², 1.296.757 Einwohner, Hauptort: Großgemeinde Poyang (鄱阳镇);
- Kreis Yugan (余干县), 2.331 km², 887.616 Einwohner, Hauptort: Großgemeinde Yuting (玉亭镇);
- Kreis Wannian (万年县), 1.136 km², 359.098 Einwohner, Hauptort: Großgemeinde Chenying (陈营镇);
- Kreis Yanshan (铅山县), 2.178 km², 426.998 Einwohner, Hauptort: Großgemeinde Hekou (河口镇);
- Stadt Dexing (德兴市), 2.082 km², 293.201 Einwohner.

## Söhne und Töchter der Stadt
- Jiang Kanghu (1883–1954), Politiker und Literaturwissenschaftler
- Yang Yang (* 1991), Sprinter